# David Micó
David Micó Martínez (L'Olleria, 12 maggio 1977) è un pilota motociclistico spagnolo ritiratosi dall'attività agonistica.

## Carriera
Ha partecipato al campionato Europeo Velocità il classe 125 per alcuni anni: chiude al ventiseiesimo posto nel 1996, al tredicesimo nel 1997, poi ventinovesimo nel 1998 ed infine 43º nel 2000.
Per quanto riguarda le competizioni del motomondiale, esordisce nella stagione 1999, nella classe 125 con una Aprilia del team C.C. Valencia, avendo ottenuto una wild card per partecipare al Gran Premio motociclistico della Comunità Valenciana; grazie al nono posto al traguardo e ai settew punti ottenuti, giunge 28º nella classifica dell'anno.
Corre altri due Gran Premi nel motomondiale 2000, senza però ottenere punti.

## Risultati nel motomondiale
| 1999 | Classe | Moto    |  |  |  |  |  |  |  |  |  |  |  |   |  |  |  |  | Punti | Pos. |
| ---- | ------ | ------- |  |  |  |  |  |  |  |  |  |  |  | - |  |  |  |  | ----- | ---- |
| 1999 | 125    | Aprilia |  |  |  |  |  |  |  |  |  |  |  | 9 |  |  |  |  | 7     | 27º  |

| 2000 | Classe | Moto    |  |  |  |    |  |  |  |  |  |  |  |  |    |  |  |  | Punti | Pos. |
| ---- | ------ | ------- |  |  |  | -- |  |  |  |  |  |  |  |  | -- |  |  |  | ----- | ---- |
| 2000 | 125    | Aprilia |  |  |  | 23 |  |  |  |  |  |  |  |  | 24 |  |  |  | 0     |      |

| Legenda | 1º posto        | 2º posto            | 3º posto            | A punti      | Senza punti        | Grassetto – Pole position Corsivo – Giro più veloce |
| Legenda | Gara non valida | Non qual./Non part. | Ritirato/Non class. | Squalificato | '-' Dato non disp. | Grassetto – Pole position Corsivo – Giro più veloce |